# Yves Sente
Yves Sente (ur. 17 stycznia 1964 w Brukseli) – belgijski scenarzysta komiksowy.
Od 1991 roku kierował magazynem komiksowym „Hello Bédé”, który był następcą zamkniętego tygodnika „Tintin”. Później pełnił funkcje odpowiednika dyrektora wydawniczego w wydawnictwie Le Lombard. Ze stanowiska zrezygnował w 2008 kiedy został scenarzystą Thorgala. Z Grzegorzem Rosińskim, oprócz Thorgala, pracował nad dylogią Zemsta hrabiego Skarbka. Związany był także z serią komiksową Blake i Mortimer.